# Gardner, Illinois
Gardner là một làng thuộc quận Grundy, tiểu bang Illinois, Hoa Kỳ. Năm 2010, dân số của làng này là 1463 người.

## Dân số
Dân số qua các năm:
- Năm 2000: 1406 người.
- Năm 2010: 1463 người.